# 111-я танковая дивизия
111-я танковая дивизия (сокр. 111 тд) — тактическое соединение Рабоче-крестьянской Красной армии периода Второй мировой войны.

## История
Сформирована в августе 1941 года на базе 123 танкового полка 82-й моторизованной дивизии при переформировании последней в мотострелковую. Кроме того, на укомплектование 222-го танкового полка пошли 5-й и 10-й танковые батальоны бывшей 6-й легкотанковой бригады. Вошла в состав 36-й армии ЗабВО.
Боевой период: 9 августа 1945 — 3 сентября 1945 гг., в ходе которого принимала участие в Советско-японской войне. В период с 9 августа по 3 сентября 1945 года участвует в разгроме Квантунской армии, будучи в резерве командующего войсками Забайкальского фронта.
Дивизия была одной из двух танковых дивизий РККА сохранившихся к концу войны. 4 марта 1955 года переформирована в 16-ю танковую Краснознамённую дивизию (в/ч 15871), пункт постоянной дислокации Налайх (МНР) в составе 6-й гвардейской танковой армии. А летом 1957 г. 16-я тд была расформирована. В составе 16-й тд были 29/133 мсп/мехп, 165-й, 222-й, 223-й тп и 73-й ттсп.

## Состав
- 222-й танковый полк;
- 223-й танковый полк;
- 111-й мотострелковый полк;
- 111-й артиллерийский полк;
- 111-й отдельный зенитный артиллерийский дивизион;
- 111-й разведывательный батальон;
- понтонный батальон;
- 111-й отдельный батальон связи;
- 111-й медико-санитарный батальон;
- 111-й автотранспортный батальон;
- 111-я ремонтно-восстановительная рота;
- рота регулирования;
- полевой хлебозавод;
- 100-я полевая почтовая станция;
- 2120-я полевая касса Госбанка;
- 100-я впс.[1]

На 10 августа 1945 г. насчитывала 5826 человек, 159 танков, 669 автомашин.

## Командиры
- Шевников, Иван Владимирович, полковник (1.08.1941 — 14.02.1942)[2]
- Троицкий, Иван Иванович, полковник (15.02.1942 — 11.04.1944)[2]
- Тимохин, Демьян Васильевич, полковник (12.04.1944 — 30.12.1944)[2]
- Сергеев, Иван Иванович, полковник (31.12.1944 — август 1946)[6]

## Отличившиеся воины дивизии
| Награда | Ф. И. О.                      | Должность                                          | Звание       | Дата награждения | Примечания |
| ------- | ----------------------------- | -------------------------------------------------- | ------------ | ---------------- | ---------- |
|         | Тихомиров, Владимир Андреевич | заместитель командира 111-го мотострелкового полка | подполковник | 01.01.1944       |            |